# Sticherus cubensis
Sticherus cubensis är en ormbunkeart som först beskrevs av Lucien Marcus Underwood, och fick sitt nu gällande namn av J.Gonzales. Sticherus cubensis ingår i släktet Sticherus och familjen Gleicheniaceae. Inga underarter finns listade.